# Mulheres em Omã

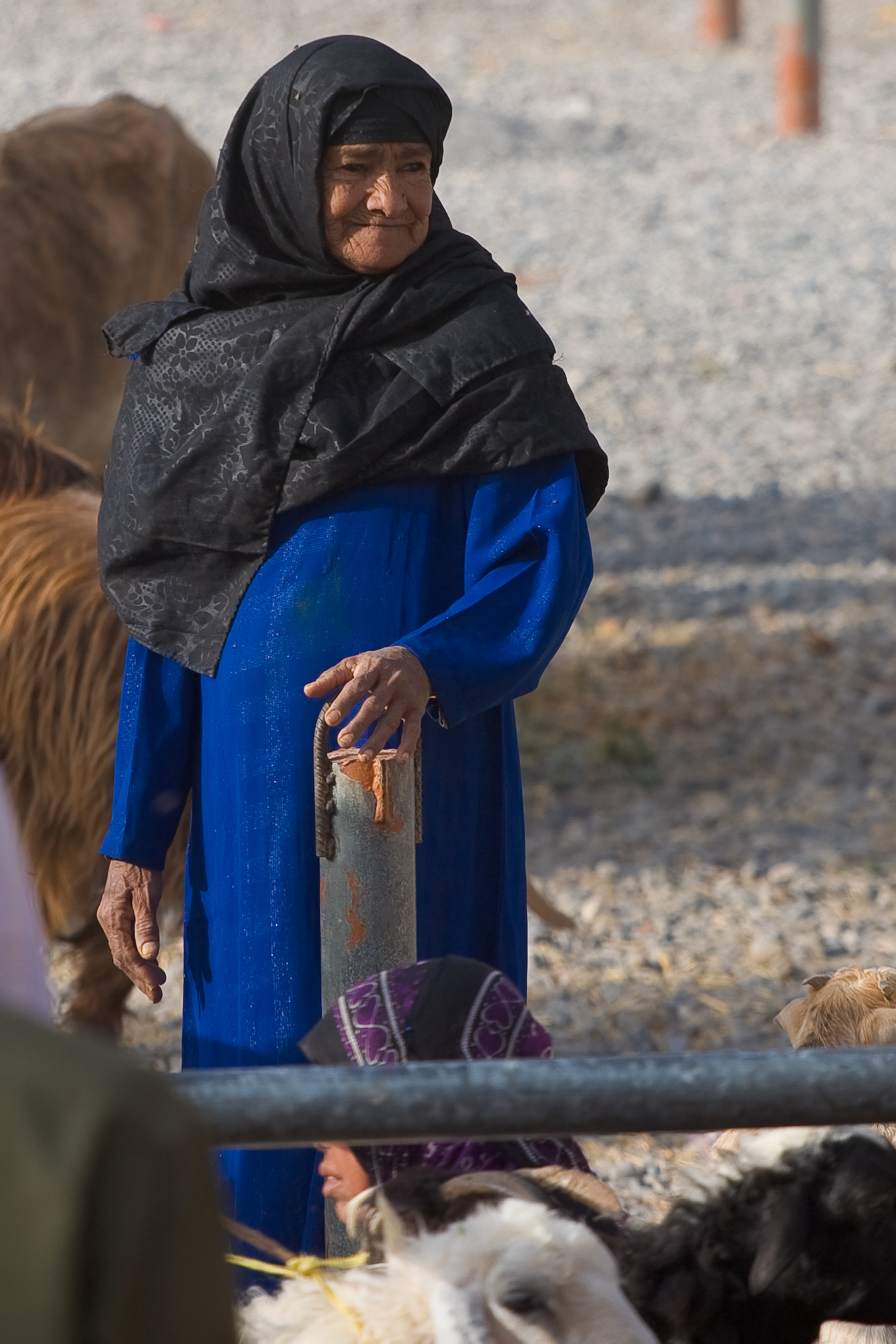
Uma mulher omani ao lado de um bode no mercado.

As mulheres em Omã foram historicamente excluídas dos assuntos da vida cotidiana. Mas, com a dispersão de omanis no início de 1900 e seu retorno no início de 1970, uma população mais contemporânea de omanis foram influenciados pelos valores coloniais britânicos durante seu tempo no exterior, e tem lentamente desafiado muitas tradições de segregação de gênero. As mulheres agora seguem carreiras e capacitação profissional, movendo-se lentamente de seu confinamento domiciliar anterior para a esfera pública. Em Omã, 17 de outubro é comemorado todos os anos como o Dia das Mulheres de Omã com vários eventos pró-feministas.

## Política
Em 1970, a atmosfera política e social de Omã mudou com o advento de um novo governante, o Sultão Qaboos bin Said Al Said, filho do conservador e rígido Said bin Taimur. Depois de décadas de estagnação do crescimento inexistente, Qaboos depôs seu pai em um golpe palaciano e imediatamente começou inúmeros programas sociais, construção de hospitais, clínicas, escolas, etc. Muitos omanis que tinham ido viver no exterior para obter uma educação adequada voltaram a participar da construção de uma nova nação, trazendo com eles a atitude liberal e aberta de seus países de acolhimento, incluindo a ideia de relações de igualdade de gênero.
O Sultão Qaboos introduziu muitas reformas financiadas principalmente pela receita do petróleo, visando o desenvolvimento de serviços sociais. Ele também designou o Majlis al-Shura (Assembleia Consultiva de Omã), um corpo de representantes eleitos pelo povo para rever a legislação. Este ato deu ao povo mais controle em seu governo, que tinha sido anteriormente exercido controle completo pela família real e seu gabinete nomeado. Nas eleições de setembro de 2000, 83 candidatos foram eleitos para cadeiras no Majlis al-Shura, incluindo duas mulheres. Em 1996, o sultão emitiu "A Lei de Bases do Sultanato de Omã" para servir como uma forma de constituição escrita. Este documento dá ao povo de Omã suas liberdades civis básicas, bem como garante a igualdade e proteção sob a lei. Em 2002, o sufrágio universal foi concedido a todos os omanis a partir da idade de 21 anos.
Mais recentemente, o Decreto Real do sultão em 2008 deu às mulheres o direito igual de possuir terras como já exercido por seus colegas do sexo masculino. O Sultão Qaboos também assinou recentemente o Programa de Trabalho Nacional, um serviço dedicado a aumentar as oportunidades de emprego para as mulheres, bem como promove o direito à defesa, justiça, igualdade e liberdade.

## Educação
A educação era exclusivamente voltada aos homens até 1940, com as mulheres não podendo participar de atividades escolares. Antes das reformas feitas pelo Sultão Qaboos, havia apenas três escolas primárias que serviam 900 meninos, focando principalmente em recitar o Alcorão e aprender habilidades básicas de matemática e escrita. Em 1970, Qaboos introduziu a política universal de educação para homens e mulheres, aumentando a participação feminina nas escolas de 0% em 1970 para 49% em 2007. Nos anos seguintes, 600.000 estudantes, de ambos os sexos, estavam matriculados em mais de 1000 escolas.
Após esta primeira etapa da educação universal estabelecida, o Ministério da Educação implementou medidas para melhorar a qualidade da educação. Na década de 1980, o governo de Omã patrocinou construção de edifícios escolares, fornecimento de equipamentos e livros didáticos adequados e a prestação de formação de professores. As reformas continuam até hoje, com um enorme crescimento da frequência escolar entre as mulheres. A igualdade entre os sexos é a próxima meta da reforma da educação, especialmente depois da "Visão 2020" de Omã, que incidiu sobre o futuro econômico do país. Como resultado, em 2003 a 2004, 48,4% dos estudantes eram do sexo feminino e entre 32 345 professores de ambos os sexos, 56% eram do sexo feminino.
No passado, a Faculdade de Engenharia da Universidade Sultão Qaboos proibiu a entrada de estudantes do sexo feminino, alegando que o "ajuste ao ar livre" do trabalho de campo de engenharia não era adequado entre os gêneros. Embora as mulheres protestaram, muitas tiveram que transferir-se para outras instituições. Atualmente, mulheres estão autorizadas a frequentar os cursos de engenharia da Universidade Sultão Qaboos.